# Головоріз (фільм)
Головоріз (англ. Striker) — італійсько-американський бойовик 1988 року.

## Сюжет
Ветеран В'єтнаму Джон Слейд отримує завдання врятувати з полону колишнього однополчанина Френка Морріса. Але ті, хто послав його врятувати Френка, зробили це для того, щоб мати можливість знищити неугодного їм свідка.

## У ролях
- Френк Загаріно — Джон Слейд
- Джон Філліп Ло — Френк Морріс
- Мелоні Роджерс — Марта
- Джон Стайнер — Каріасін
- Вернер Похат — Хутман
- Пьер Агостіно
- Майк Кіртон
- Баррі Шрайдер
- Альтаграсія Зініда

в титрах не вказані
- Шерман «Біг Трейн» Бергман — солдат
- Енцо Дж. Кастелларі — чоловік, застрелений на вулиці
- Андреа Гіроламі — солдат з кулеметом
- Деніел Грін — водій вантажівки